# Léon Sée
Léon Sée, född 23 september 1877 i Lille, död 20 mars 1960 i Paris, var en fransk fäktare.
Sée blev olympisk bronsmedaljör i värja vid sommarspelen 1900 i Paris.